# Microsoft Edge
Microsoft Edge (pronunciado /ɛdʒ/ (escucharⓘ)) es un navegador web  de código cerrado desarrollado por Microsoft, basado en Chromium de Google. Fue lanzado por primera vez para Windows 10 y Xbox One en julio de 2015, luego para Android e iOS en octubre de 2017, para macOS en mayo de 2019, en Windows 7, 8 y 8.1 en enero de 2020 y para GNU/Linux en octubre de 2020.
Originalmente construido con los propios motores EdgeHTML y Chakra de Microsoft, el 2 de octubre de 2018 Edge cambio su motor de renderizado propietario EdgeHTML por el motor de renderizado de Google, Chromium, utilizando los motores Blink y V8. Como parte de este cambio (cuyo nombre en código es Anaheim), Microsoft ha hecho que las versiones preliminares de Edge basadas en Chromium estén disponibles en Windows 7, Windows 8, Windows 8.1, Windows 10 y MacOS, además del nuevo Windows 11. Microsoft lanzó la primera versión de Edge estable basada en Chromium el 15 de enero de 2020.
Edge incluía inicialmente integración con el asistente virtual Cortana. Cuenta con soporte para extensiones alojadas en su propia tienda de Microsoft Store; y a la vez con soporte para extensiones de la Chrome Web Store desde que se reconstruyó en Chromium. A diferencia de Internet Explorer, Edge no es compatible con las tecnologías heredadas de ActiveX y BHO.

## Características
Microsoft Edge es el navegador web predeterminado en Windows 10, Windows 10 Mobile (ya descontinuado), Windows 11, Xbox One y Xbox Series X y Series S, reemplazando a Internet Explorer 11 e Internet Explorer Mobile. Como su desarrollo y lanzamiento depende del modelo de Windows como servicio, no se incluye en las compilaciones del canal de mantenimiento a largo plazo (LTSC) empresarial de Windows 10.
Microsoft anunció inicialmente que Edge admitiría el motor Trident (MSHTML) motor de diseño para la compatibilidad con versiones anteriores, pero más tarde dijo que, debido a la “fuerte retroalimentación”, Edge usaría un nuevo motor, mientras que Internet Explorer continuaría proporcionando el motor heredado.
Los favoritos, la lista de lectura, el historial de exploración y las descargas se ven en el hub, una barra lateral que proporciona una funcionalidad similar al administrador de descargas y el centro de favoritos de Internet Explorer.
Edge cuenta con un lector PDF y admite asm.js. Hasta enero de 2021, Edge también contaba con un Adobe Flash Player integrado (con una lista blanca interna que permitía que los applets de Flash en los sitios web de Facebook se cargaran automáticamente, evitando todos los demás controles de seguridad que requieren la activación del usuario).
Edge no admite tecnologías heredadas como ActiveX y Browser Helper Objects, sino que usa un sistema de extensiones.
Internet Explorer 11 sigue estando disponible junto con Edge en Windows 10 por compatibilidad; sigue siendo idéntico a la versión de Windows 8.1 y no utiliza el motor de Edge como se anunció anteriormente.
Edge se integra con las plataformas en línea de Microsoft para proporcionar control de voz, funcionalidad de búsqueda e información dinámica relacionada con las búsquedas dentro de la barra de direcciones. Los usuarios pueden realizar anotaciones en páginas web que se pueden almacenar y compartir con OneDrive, y pueden guardar páginas HTML y MHTML en sus equipos. También se integra con la función “Lista de lectura” y proporciona un “Modo de lectura” que elimina el formato innecesario de las páginas para mejorar su legibilidad.
El soporte preliminar para extensiones de navegador se agregó en marzo de 2016, con la compilación 14291, inicialmente se admitieron tres extensiones. Microsoft indicó que el retraso en permitir extensiones y el pequeño número se debió a problemas de seguridad.
Edge es compatible con Microsoft Defender para analizar sitios webs infectados o malintencionados, bloquear las descargas de aplicaciones o archivos con baja reputación o no autorizadas y proteger de sitios potencialmente no deseados que recopilen información privada.

### EdgeHTML

Antiguo logotipo de Microsoft Edge (2015-2019)

EdgeHTML fue el motor propietario diseñado y pensado para Microsoft Edge. Constitió en una bifurcación de Trident, del cual se eliminó todo el código fuente heredado de versiones anteriores de Internet Explorer, reescribiéndose en su mayoría para admitir los estándares web modernos. Del mismo modo, se improvisaba la interoperabilidad con los navegadores modernos. Fue escrito en C++.
El motor de representación se lanzó por primera vez como una opción experimental en Internet Explorer 11, formando parte de la compilación de Windows 10 Preview 9926.
EdgeHTML estaba destinado a ser totalmente compatible con el motor de diseño WebKit utilizado por Safari, Chrome y otros navegadores. Microsoft declaró sus criterios de aceptación originales: “Cualquier bug en Chromium y WebKit son errores que nos interesa corregir”.
Una revisión del motor en la versión beta de Windows 10 por AnandTech encontró mejoras sustanciales de referencia sobre Trident, particularmente el rendimiento motor de JavaScript, que había llegado a la par con el de Google Chrome. Otros puntos de referencia centrados en el rendimiento de la  WebGL API encontró que EdgeHTML funciona mucho mejor que Google Chrome y Mozilla Firefox.

### Estándares HTML5
Edge originalmente carecía de soporte para estándares de medios abiertos como WebM y Opus, pero estos fueron añadidos más tarde en Edge 14.14291. La versión EdgeHTML de Microsoft Edge permanece instalada por motivos de compatibilidad, pero Windows la ocultará (versión 44.19041.1.0).
Edge 84 había puntuado 496 de 555 puntos en HTML5test.

### Estrategia de lanzamiento
La cadencia de lanzamiento del legado de Microsoft Edge estaba vinculada al ciclo de lanzamiento Windows 10 y usaba Windows Insider para obtener una vista previa de las nuevas versiones del navegador. Estas compilaciones preliminares se conocían como “Edge Preview”. Cada versión principal de Windows incluía una versión actualizada de Edge y su motor de renderizado.
El 8 de abril de 2019, Microsoft anunció la introducción de cuatro canales de vista previa: Canary, Dev, Beta y Stable y lanzó el canal Canary and Dev ese mismo día con las primeras compilaciones de vista previa del nuevo Edge. Microsoft llama colectivamente a los canales Canary, Dev y Beta los “Insider Channels de Microsoft Edge”. Como resultado, las actualizaciones de Edge se desacoplaron de las nuevas versiones de Windows. Las versiones principales de Edge Stable ahora están programadas para su lanzamiento cada 4 semanas, pero antes de la versión 94, fue cada 6 semanas, siguiendo de cerca las versiones de Chromium.

### Surf
En Chrome, cuando no se tiene internet y el mensaje “Sin conexión a internet” se muestra, arriba, un Tiranosaurio rex de “8-bit” se muestra y se puede manejar, este juego fue cambiado por un colorido juego de surf basado en SkiFree, con la habilidad de cambiar de personaje, tener más obstáculos, tres modos de juego y ser en dos dimensiones (el de Chrome es en una dimensión)

### Modo InPrivate
Microsoft Edge incluye un modo de navegar privadamente, llamado modo InPrivate (similar a la navegación privada de Safari, Firefox u Opera; o el modo incógnito de Google Chrome) que permite navegar por Internet, con cierta privacidad, la cual al ser cerrada borra todas las cookies y el historial, además, las búsquedas con Microsoft Bing no son asiociadas con el usuario. A pesar de esto, el navegador asegura que es posible que algunos sitios web puedan seguir rastreando. El historial, los favoritos y la configuración no se pueden abrir y al escribir edge://history, edge://favorites o edge://settings (sus páginas web respectivamente) se abre una nueva ventana en el modo normal.

### Modo de Internet Explorer
Es un modo agregado en la versión 78 (que solo se lanzó en el canal Beta), el cual permite a lás páginas web abrirse a un modo similar al que hacía Internet Explorer, esto permite poder abrir páginas web que requieran algún software antiguo que Microsoft Edge ya no utilice (como Java), lo cual significa que se podrá abrir páginas web compatibles con este después de su descontinuación en 2022. Cuando este modo está activado, el icono de Internet Explorer se muestra al lado de la información del sitio.

## Desarrollo

### Spartan (2014-2019)
En diciembre de 2014, escribiendo para ZDNet, la escritora de tecnología Mary Jo Foley informó que Microsoft estaba desarrollando un nuevo navegador web con nombre en código “Spartan” para Windows 10. Dijo que “Spartan” sería tratado como un nuevo producto separado de Internet Explorer, con Internet Explorer 11 siendo mantenido junto a él por compatibilidad.
A principios de enero de 2015, The Verge obtuvo más detalles sobre “Spartan” de fuentes cercanas a Microsoft, incluidos informes de que reemplazaría a Internet Explorer en las versiones de escritorio y móviles de Windows 10. Microsoft presentó oficialmente “Spartan” durante una conferencia magistral centrada en Windows 10 el 21 de enero de 2015. Fue descrito como un producto separado de Internet Explorer, su nombre final no fue anunciado.
“Spartan” se puso a disposición del público por primera vez como el explorador predeterminado de Windows 10 Technical Preview compilación 10049, lanzado el 30 de marzo de 2015. El nuevo motor utilizado por “Spartan” estaba disponible en las compilaciones de Windows 10 como parte de Internet Explorer 11, Microsoft anunció más tarde que Internet Explorer estaría en desuso en Windows 10 y no usaría el motor "Spartan”.
El 29 de abril de 2015, durante la Build Conference keynote, se anunció que “Spartan” sería conocido oficialmente como Microsoft Edge. El logotipo y la marca del navegador se diseñaron para mantener la continuidad con la marca de Internet Explorer. La marca “Spartan” del proyecto se usó en versiones publicadas después de la compilación de 2015. El 25 de junio de 2015, Microsoft lanzó la versión 19.10149 para Windows 10 Mobile que incluía la nueva marca. El 28 de junio de 2015, la versión 20.10158 siguió para las versiones de escritorio, incluyendo también la marca actualizada. El 15 de julio de 2015, Microsoft lanzó la versión 20.10240 como la versión final de Insiders. La misma versión se lanzó a los consumidores el 29 de julio de 2015.
El 12 de agosto de 2015, Microsoft inició el programa de vista previa para la próxima versión de Microsoft Edge. Lanzaron la versión 20.10512 para usuarios móviles. 6 días más tarde seguido de la versión 20.10525 para usuarios de escritorio. La vista previa recibió varias actualizaciones. El 5 de noviembre de 2015, Microsoft lanzó la versión 25.10586 como la versión final de la segunda versión pública de Edge para usuarios de escritorio. El 12 de noviembre, la actualización se lanzó tanto a los usuarios de escritorio como a los usuarios de Xbox One como parte de la Nueva actualización de la experiencia de Xbox. El 18 de noviembre de 2015, la actualización fue a Windows 10 Mobile. Por último, el 19 de noviembre de 2015, la actualización también estuvo disponible como parte de Windows Server 2016 Technical Preview 4. [cita requerida]
En noviembre de 2017, Microsoft lanzó la versión de Edge para Android y iOS. Las aplicaciones incluyen integración y sincronización con la versión de escritorio en equipos con Windows 10. Debido a las restricciones de la plataforma y otros factores, estos puertos no usan el mismo motor de diseño que la versión de escritorio y, en su lugar, usan motores basados en WebKit nativos del sistema operativo.
En abril de 2018, Edge agregó el silenciamiento de audio de pestañas. En junio de 2018, se agregó compatibilidad con las autenticaciones web a las compilaciones de Windows Insider, con compatibilidad con Windows Hello y tokens de seguridad externos.
Microsoft dejó de admitir (y por lo tanto de actualizar) Microsoft Edge Legacy el 9 de marzo de 2021. El 13 de abril de 2021, Microsoft lanzó una actualización de seguridad mensual acumulativa que reemplaza a Edge heredado con el nuevo Edge.

### Anaheim (2019-presente)
El 6 de diciembre de 2018, Microsoft anunció su intención de basar Edge en Chromium y Blink, utilizando el mismo motor de renderizado que Google Chrome pero con mejoras desarrolladas por Microsoft. También se anunció que habría versiones de Edge disponibles para Windows 7, Windows 8 y macOS, además de que todas las versiones se actualizarán con más frecuencia. Según el ejecutivo de Microsoft Joe Belfiore, la decisión del cambio se produjo después de que el CEO Satya Nadella le dijera al equipo en 2017 que el producto necesitaba ser mejor y presionara para reemplazar su motor de renderizado interno por uno de código abierto.
El 8 de abril de 2019, se lanzaron al público las primeras compilaciones del nuevo Edge para Windows.
El 20 de mayo de 2019, se lanzaron al público las primeras compilaciones preliminares de Edge para macOS, marcando la primera vez en 13 años que un navegador de Microsoft estaba disponible en la plataforma macOS. La última vez que un navegador de Microsoft estuvo disponible en la plataforma macOS fue Microsoft Internet Explorer para macOS, que fue retirado en enero de 2006.
El 18 de junio de 2019 el post IAmA en Reddit, un desarrollador de Microsoft Edge declaró que teóricamente era posible desarrollar una versión de Linux en el futuro, pero en realidad no se había comenzado a trabajar en esa posibilidad.
El 19 de junio de 2019, Microsoft puso Edge a disposición tanto en Windows 7 como en Windows 8 en versiones Insider.
El 20 de agosto de 2019, Microsoft puso su primera compilación beta de Edge disponible para Windows 7, Windows 8, Windows 10 y macOS.
En agosto de 2019 también se eliminaron los soportes para el formato de archivo EPUB. En Microsoft Ignite, Microsoft lanzó una versión actualizada del logotipo de Edge.
El nuevo Edge fue lanzado el 15 de enero de 2020.

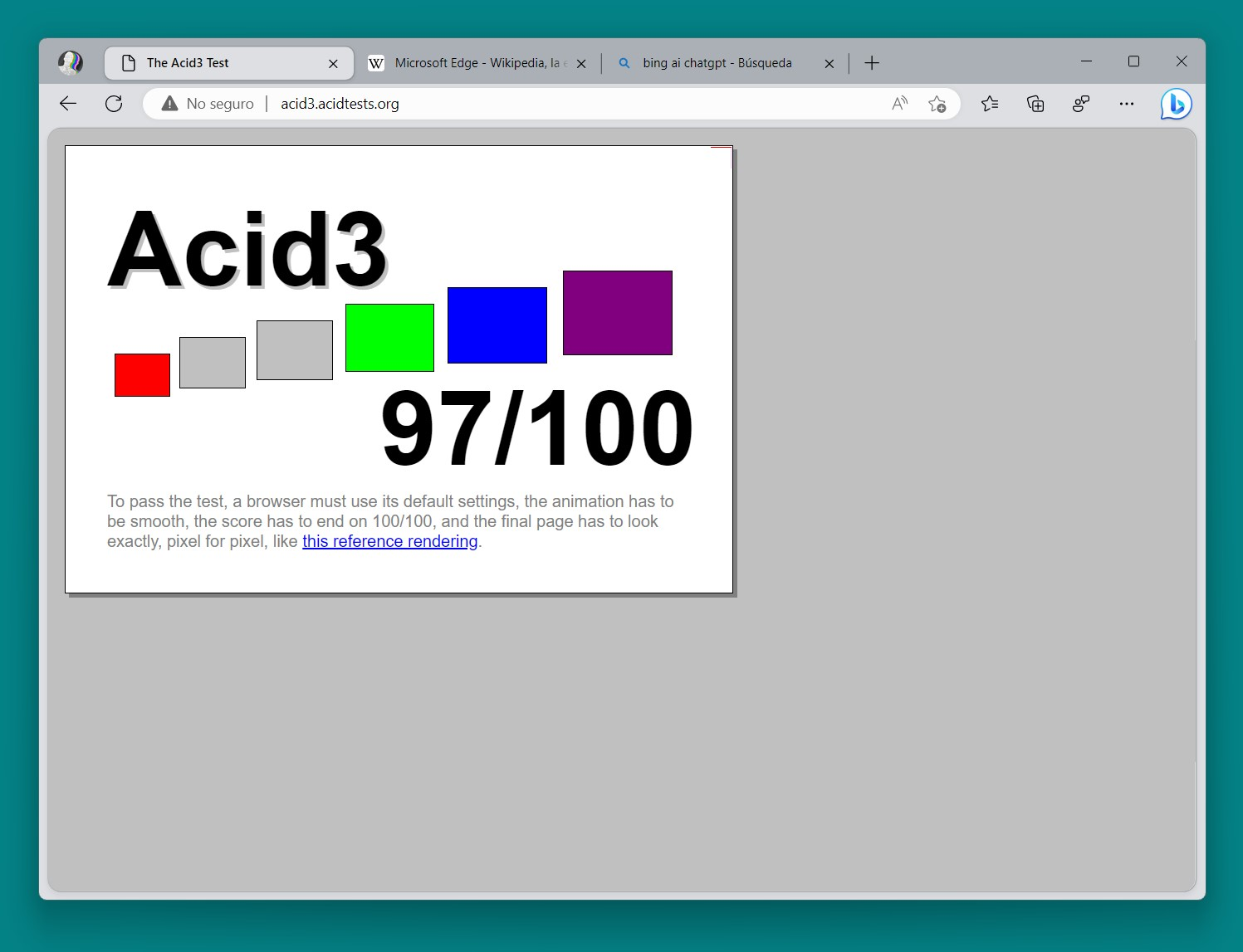
Edge Dev 111.0 con el efecto Micra propio de Windows 11

El 22 de septiembre de 2020, Microsoft anunció que una versión beta de Edge para Linux estaría disponible en forma de vista previa en octubre de 2020. Esto se produce después de que la compañía anunciara en noviembre de 2019 que se desarrollaría una versión de Linux y se confirmaría en mayo de 2020 que la versión de Linux estaba en desarrollo. La primera versión preliminar para Linux se lanzó el 20 de octubre de 2020.
El soporte para el nuevo Edge en Windows 7 finalizó el 15 de enero de 2023.

## Rendimiento

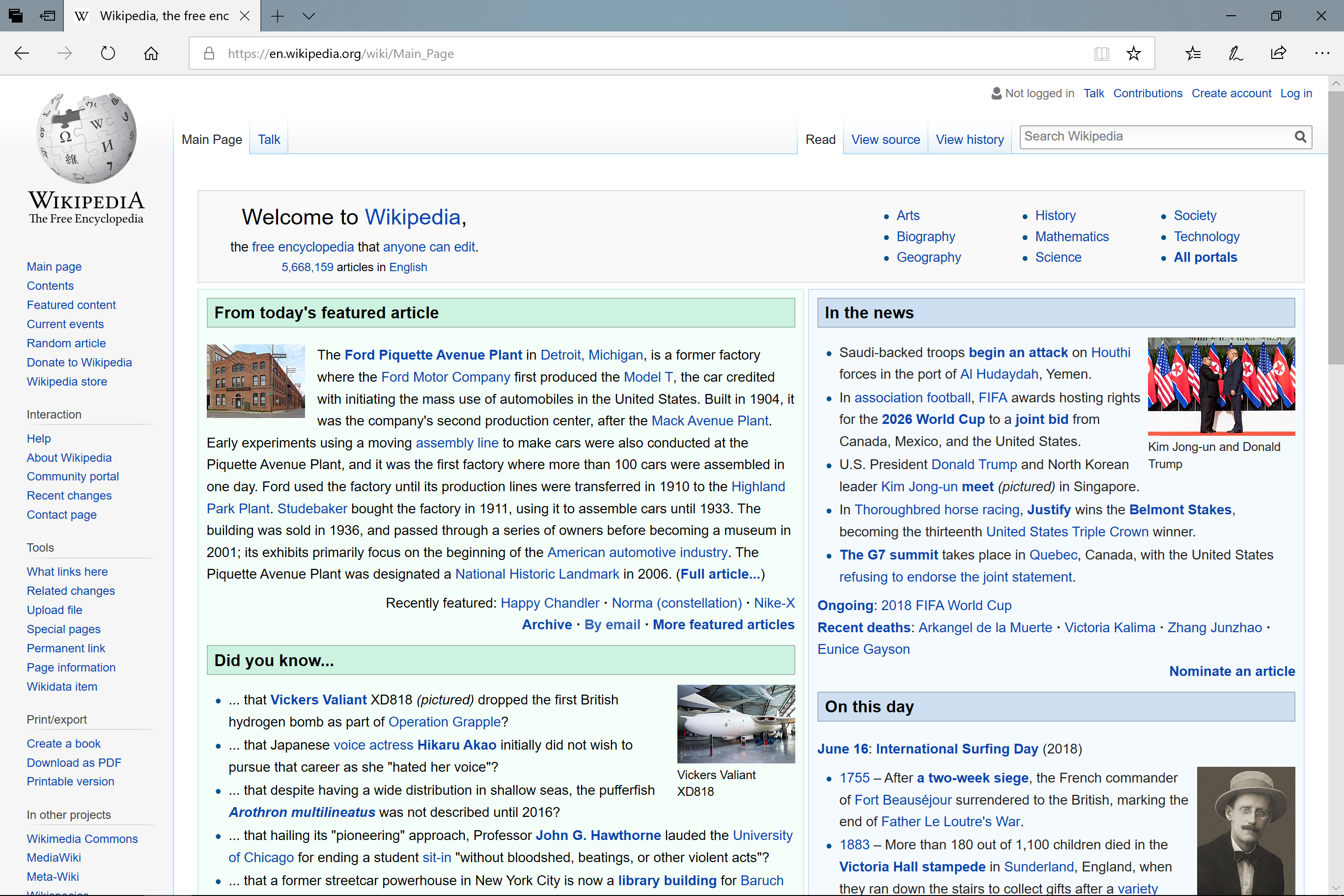
Captura de pantalla de la página de inicio de Wikipedia (inglés) tal como la representa EdgeHTML 17.

Los primeros resultados del motor de renderizado EdgeHTML (incluido en el lanzamiento de la primera beta de Edge en Windows 10 compilación 10049) demostró haber mejorado drásticamente el rendimiento en JavaScript en comparación a Trident en Internet Explorer 11, y que el nuevo navegador tuvo un rendimiento similar a Google Chrome 41 y Mozilla Firefox 37. En los resultados de SunSpider, Edge es más rápido que los otros navegadores, mientras que en otros resultados operaba más lento que Google Chrome, Mozilla Firefox y Opera.
Resultados posteriores realizados con la versión 10122 mostraron una mejora significativa del rendimiento en comparación con Internet Explorer 11 y Edge versión 10049. Según Microsoft, esta iteración de Edge ha obtenido mejores resultados que Chrome y Firefox en Google Octane 2.0 y Apple Jetstream.
En julio de 2015, Edge obtuvo 402 de 555 puntos en HTML5test.  Chrome 43 y Firefox 38 obtuvieron 526 y 467 respectivamente, mientras que Internet Explorer 11 obtuvo 336.
En agosto de 2015, Microsoft lanzó Windows 10 compilación 10532, que incluye Edge en su versión 21.10532.0. Esta versión beta obtuvo 440 de 555 puntos en HTML5test, sin embargo, esta puntuación es inferior en 5 puntos, debido a un error en la detección de características en la prueba, la puntuación real debería ser 445 de 555 puntos.
En septiembre de 2015, Microsoft lanzó Windows 10 compilación 10547, el cual incluye Edge en su versión 21.10547.0 con el motor EdgeHTML actualizado a la versión 13.10547. Esta versión obtuvo 453 de 555 puntos en HTML5test, pero al igual que en la versión anterior, su puntaje se redujo en 5 puntos debido a un error de no detección en la prueba de HTML5.
En noviembre de 2017, Microsoft lanzó Windows 10 compilación 16299, el cual incluye Edge en su versión 41.16299.15.0 con el motor EdgeHTML actualizado a la versión 16.16299. Esta versión obtuvo 476 de 555 puntos en HTML5test.

## Edge basado en Chromium

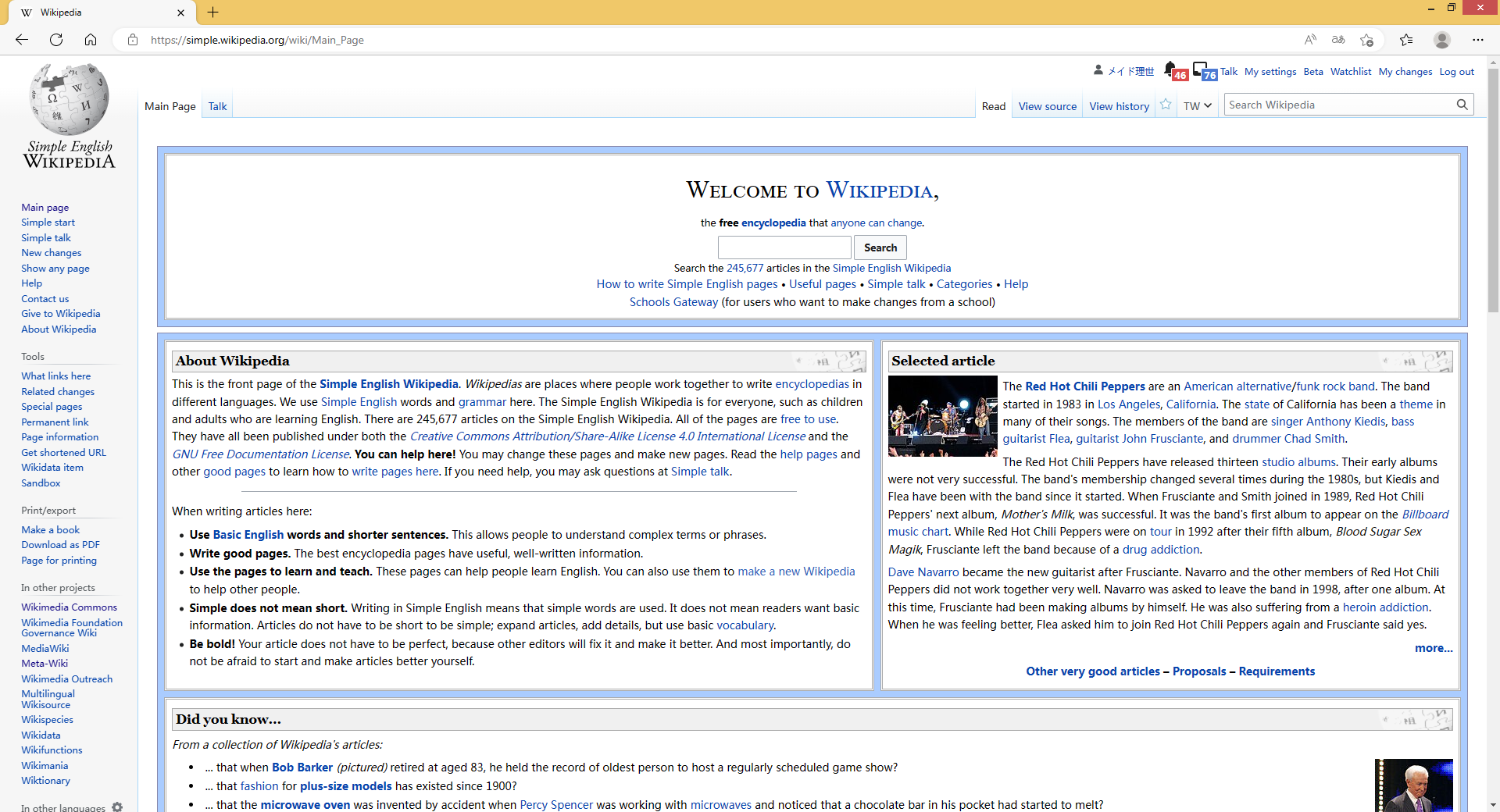
Versión 109 de Microsoft Edge, una de las versiones basadas en Chromium.

Desde el año 2018 Microsoft anunció que Edge estaría basado en el proyecto de código abierto Chromium, desde entonces durante el 2019 estuvo lanzando una serie de Betas para el público en general, para que así fuera testado y las personas les enviaran comentarios. El nuevo Microsoft Edge tiene integrado un lector PDF, un lector EPUB y soporte para asm.js, y tenía integrado Adobe Flash Player, pero actualmente no se admite tras su descontinuación el 31 de diciembre de 2020.
Edge no es compatible con las tecnologías antiguas, tales como ActiveX y Browser Helper Object (BHO), reemplazando su uso mediante un sistema de extensiones. Internet Explorer 11 se mantuvo disponible junto a Edge en Windows 10 por razones de compatibilidad, este siguió siendo idéntico a la versión que se incluye en Windows 8.1, aunque desde enero de 2020 Internet Explorer es remplazado por una nueva funcionalidad integrada en Edge que permite adaptar el navegador al modo en el que se abrían las páginas webs en Internet Explorer. 
Finalmente, el día 15 de enero de 2020 Microsoft lanzó la versión estable del nuevo navegador para Windows 7, Windows 8.1, Windows 10, macOS, Android, iOS y en octubre de ese mismo año una versión para distribuciones Linux (Debian, Ubuntu, Fedora, OpenSUSE, etc.).

## Recepción
En una revisión de agosto de 2015 de Windows 10 por Dan Grabham de TechRadar, Microsoft Edge fue elogiado por su rendimiento, a pesar de no estar en un estado completo de características en el lanzamiento. Andrew Cunningham de Ars Technica elogió el navegador por ser “tremendamente prometedor” y “un navegador mucho mejor de lo que Internet Explorer nunca fue” pero lo criticó por su falta de funcionalidad en el lanzamiento. Thom Holwerda de OSNews criticó a Edge en agosto de 2015 por su barra de URL oculta, falta de facilidad de uso, diseño deficiente y un sistema de pestañas que está “tan completamente roto que nunca debería haberse enviado en una versión final”. Describió las características implementadas del navegador como “una especie de broma cósmica”, diciendo que “es exasperante sin ni siquiera comienzar a describirlo”.
Los datos de agosto de 2015, unas semanas después del lanzamiento, mostraron que la aceptación de Edge por parte de los usuarios era baja, con solo el 2 % de los usuarios totales de computadoras usando el nuevo navegador. Entre los usuarios de Windows 10, el uso alcanzó un máximo del 20 % y luego cayó al 14 % hasta agosto de 2015.
En octubre de 2015, un investigador de seguridad publicó un informe que describe un error en el modo “InPrivate” de Edge, lo que hace que los datos relacionados con los sitios visitados sigan siendo caché en el directorio de perfiles del usuario, lo que teóricamente hace posible que otros determinen los sitios visitados. El error ganó la atención general a principios de febrero de 2016, y se corrigió con una actualización acumulativa el 9 de febrero de 2016.
El cambio de Microsoft a Blink como motor de Edge ha enfrentado una recepción mixta. El movimiento aumenta la coherencia de la compatibilidad de la plataforma web entre los principales navegadores. Por esta razón, la medida ha atraído críticas, ya que reduce la diversidad en el mercado general de navegadores web y aumenta la influencia de Google (desarrollador de Blink) en el mercado general de navegadores por Microsoft cediendo su motor de navegador desarrollado de forma independiente.
Según Douglas J Leith, un profesor de ciencias de la computación de Trinity College de Dublín, Microsoft Edge es uno de los navegadores menos privados. En respuesta, un portavoz de Microsoft Edge explicó que usa datos de diagnóstico de usuario para mejorar el producto.
En junio de 2020, los usuarios criticaron las actualizaciones recién lanzadas de Windows 7, Windows 8.1 y Windows 10 que instalaron Edge e importaron algunos datos de usuario de Chrome y Firefox antes de obtener el permiso del usuario. Microsoft respondió indicando que si un usuario rechaza dar permiso de importación de datos de Edge, Edge eliminará los datos importados. Sin embargo, si el explorador se bloquea antes de que el usuario tenga la oportunidad de rechazar la importación, los datos ya importados no se borrarán. The Verge llamó a estas “tácticas de spyware” y llamó a la “experiencia de primera ejecución” de Edge un “patrón oscuro”.

## Versiones
Las versiones se identifican con un número de versión en 4 partes (ejemplo: 91.0.864.37, la primera versión 91). Las partes son mayor.menor.build.patch
- mayor.menor son la versiones principales, suelen añadir características
- build.patch identifican progreso menor, suelen corregir bugs, o errores
- mayor representa una versión mayor. Se cambia aproximadamente cada seis semanas, pero empezando de la versión 94, serán cada cuatro semanas[36]
- menor ha sido casi siempre 0. Se referencia a versión 'x' o 'x.0', ej. 90.0.
- build se ha ido incrementándose. Por un lanzamiento, ejemplo: 89.0, hay bastantes builds en el canal Canary y Dev. La última build se mantiene en los canales beta y estable, y nunca cambia. Build nunca se resetea.
- patch empieza desde 0 cuando sube un build, este es 0 al inicio, pero el número siguiente no es necesariamente 1. En Beta y estable, solamente sube patch.

Ejemplo: La versión más reciente el 1 de julio de 2021, 91.0.864.59, significa que la versión mayor ha sido 91, menor casi como siempre es 0, ha habido 864 builds (desde que se lanzó) y es el patch 59
| Versión      | Motor EdgeHTML    | Fecha de publicación     | Cambios significativos |
| ------------ | ----------------- | ------------------------ | --- |
| 20.10240     | EdgeHTML 12.10240 | 15 de julio de 2015      | Primer lanzamiento público, solo para PC con Windows 10 - Soporte para PDF - Nueva pestaña con noticias de MSN y barra de búsquedas - Integración con Cortana - Modo Oscuro - Modo de lectura |
| 25.10586     | EdgeHTML 13.10586 | 5 de noviembre de 2015   | Primer lanzamiento en Windows 10 Mobile y Xbox One - API de objetos RTC - Integración de Cortana para PDF - Mejorada la administración de pestañas - Las pestañas se pueden previsualizar con el cursor |
| 38.14393     | EdgeHTML 14.14393 | 2 de agosto de 2016      | Primer lanzamiento en Windows Holographic - Soporte experimental para VP9 - Menú de contexto para botones de navegación - Se ha mejorado la admistración de favoritos - Se ha añadidos soporte para fijar pestañas |
| 40.15063     | EdgeHTML 15.15063 | 11 de abril de 2017      | - Añadida la habilidad de importar y exportar favoritos desde un archivo - La característica Snooze fue removida - Mejorado los módulos ES6 en F12 Developer Tools - Añadido soporte para leer EPUB/PDF - Avanzado administramiento de pestañas |
| 41.16299     | EdgeHTML 16.16299 | 26 de septiembre de 2017 | - WebAssembly está activado por defecto |
| 42.17134     | EdgeHTML 17.17134 | 30 de abril de 2018      | - Soporte para aplicaciones web progesivas - CSS transforma elementos SVG - Soporte para notificaciones de API |
| 44.17763     | EdgeHTML 18.17764 | 18 de noviembre de 2018  | - Soporte para políticas Autoplay - Mejoramientos a Developer Tools - Soporte para imágenees WebP - Removido soporte para EPUB e-books |
| 44.18362     | EdgeHTML 18.18362 | 21 de mayo de 2019       | |
| 44.18363     | EdgeHTML 18.18363 | 12 de noviembre de 2019  | |
| 44.19041     | EdgeHTML 18.19041 | 27 de mayo de 2020       | |
|              | Motor Blink       |                          | |
| 79.0.309     | Blink 79          | 15 de enero de 2020      | Primer lanzamiento de la versión basada en Chromium - Soporte para Windows 7, 8 y 8.1, y macOS |
| 80.0.361     | Blink 80          | 7 de febrero de 2020     | - Se ha añadido soporte para procesadores ARM - La barra de direcciones ahora muestra cuando un sitio web está usando la cámara y el microfóno |
| 81.0.416     | Blink 81          | 13 de abril de 2020      | - Se ha añadido atajos para el accesso del Lector envolvente - Se ha añadido soporte para Dolby Vision - Se ha añadido la opción de ocultar las colecciones - El botón InPrivate ahora tiene un fondo azul - Se ha añadido una página en Configuración para informar como instalar Microsoft Edge en su celular                                                    |
| 83.0.478     | Blink 83          | 21 de mayo de 2020       | - Actualizaciones futuras se lanzarán gradualmente para proteger a los usuarios de actualizaciones con muchos errores - Las extensiones ya se pueden sincronizar - Los usuarios ahora pueden poner a Microsoft Edge como su navegador predeterminado desde el mismo navegador - Se ha mejorado el mensaje de descargas cuando se encuentra un peligro              |
| 84.0.522     | Blink 84          | 16 de julio de 2020      | - Mejoramientos en colecciones: - Se ha añadido la capacidad de dejar una nota en una colección - Se puede cambiar el color de las colecciones - Se mejoró el rendimiento al exportar las colecciones en Excel - Se redujo el demoramiento de descargas del modo Internet Explorer a 0 segundos (de 1 minuto) en la absencia de una lista caché                    |
| 85.0.564     | Blink 85          | 27 de agosto de 2020     | - Se añadió la capacidad de resaltar PDFs - Enviar a OneNote está ahora disponible para las colecciones - Cambios a DevTools - Emulación de Surface Duo - Atajos a VS Code |
| 86.0.622     | Blink 86          | 9 de octubre de 2020     | - Se puede desactualizar a la versión anterior, solo si es mayor. Esto solo es posible para administradores - Se puede añadir una imagen personalizada a la nueva pestaña - Ahora los usuarios verán consejos al buscar algo en la tienda de extensiones de Microsoft Edge                                                                                         |
| 87.0.664     | Blink 87          | 19 de noviembre de 2020  | - Redirección automática por sitios incompatibles con IE - Las características de privacidad del modo de kiosco ahora están activadas (solo empresas) - Las características de compras están activadas (solo empresas) |
| 88.0.705     | Blink 88          | 21 de enero de 2021      | - Adobe Flash Player ya no se puede usar debido a su descontinuación - Se ha añadido un generador de contraseñas. - Monitor de contraseñas, cuando se roban, se lanza una alerta - Las pestañas y el historial se pueden volver a sincronizar - Pestañas verticales                                                                                                |
| 89.0.774     | Blink 89          | 4 de marzo de 2021       | - El historial y las descargas ahora se acomodan de manera diferente - Se resolvieron 2 bugs importantes del menú de inicio y la barras de herramientas |
| 90.0.818     | Blink 90          | 15 de abril de 2021      | - Modo niños, donde se permiten el bloqueo de páginas y SafeSearch de Bing siempre se activa - Se han hecho mejoras al renderizado de texto - Las sugerencias de búsquedas se extienden para incluir sobre el buscador actualmente usado |
| 91.0.864     | Blink 91          | 27 de mayo de 2021       | - Ahora los usuarios pueden cambiar el tema con 14 colores - Las descargas que podrían dañar tu computadora son interrumpidas si es que se descargan por sí solas - Soporte para reconocimiento de voz de APIs. |
| 92.0.902     | Blink 92          | 22 de julio de 2021      | - Las extensiones ahora se ven a un costado de la barra de búsqueda. - La advertencia “Deshabilitar extensiones de modo de desarrollador” se puede ignorar permanentemente. - Mejoras en la renderización de fuentes. - Los archivos MHTML se abrirán de forma predeterminada en modo Internet Explorer. - Las colecciones ahora son plegables (como el historial) |
| 93.0.961     | Blink 93          | 2 de septiembre de 2021  | - Se añadieron las preferencias iniciales en Microsoft Edge. - El modo IE en Microsoft Edge admitirá el comportamiento “no-merge”. - Nuevos “Grupos de pestañas”. - Ahora se puede ocultar el título de la pestaña cuando se está en pestañas verticales - Se eliminará la compatibilidad con el conjunto de cifrado TLS_RSA_WITH_3DES_EDE_CBC_SHA.                |
| 94.0.992     | Blink 94          | 24 de septiembre de 2021 | - Se ha agregado una nueva página de accesibilidad en la configuración. - Microsoft Edge ha completado el cambio de 6 a cuatro 4 semanas para las actualizaciones mayores. - Mejoras en el comportamiento predeterminado de apertura de archivos MHTML. |
| 95.0.1020    | Blink 95          | 21 de octubre de 2021    | - Se pueden añadir citas a las colecciones. - Mejoras en la experiencia de descargas. - Los PDF ahora se pueden abrir en el mismo punto en el que estuvo por última vez. - Se puede cambiar la contraseña de cuentas sin necesidad de abrir configuración. |
| 96.0.1054    | Blink 96          | 19 de noviembre de 2021  | - Se pueden visualizar archivos de Office. - Resaltado de forma libre en archivos PDF. - Se añadió un diccionario a la barra de herramientas en el lector immersivo. |
| 96.0.1054.41 | Blink 96          | 10 de diciembre de 2021  | Versión más reciente |
| 97.0.1072.28 | Blink 96          | 8 de diciembre de 2021   | Versión más reciente en Beta |
| 98.0.1093.6  | Blink 97          | Aprox. cada semana       | Versión más reciente en Dev |
| 98.0.1100.0  | Blink 97          | Aprox. cada día          | Versión más reciente en Canary |

| Color    | Significado                  |
| -------- | ---------------------------- |
| Rojo     | Versión sin soporte          |
| Amarillo | Versión estable mayor actual |
| Verde    | Versión única estable actual |
| Naranja  | Versión en desarrollo (Beta) |
| Azul     | Versión futura               |

### Canales de pruebas
Similar a Google Chrome, Microsoft Edge posee 3 canales de pruebas, llamados:
- Beta, que se actualiza similar al canal estable, el más estable de los canales[112]
- Dev, se actualiza aproximadamente cada semana, más estable que Canary[112]
- Canary, se actualiza aproximadamente cada día, el menos estable[112]

El canal Beta recibe una actualización mayor cada 4 semanas, pero antes de lanzarse la versión 94, era cada 6 semanas.

## Cuota de mercado
Según StatCounter, en agosto de 2019 Edge superó la cuota de mercado de Internet Explorer (IE) en PC, Edge en cuarto lugar e IE en quinto. Si bien la cuota de IE se redujo, ninguna versión única de Edge es más popular que Internet Explorer 11. La cuota de mercado de Edge sigue siendo baja, con IE siguiendo esta tendencia. Sin embargo, combinando la cuota de mercado de Edge e IE, los navegadores de Microsoft ocupan el tercer lugar en la cuota de mercado del navegador de PC, Chrome es el primero y Safari el segundo. Existen versiones móviles de Edge para Android e iOS. En las consolas de Microsoft, Edge reemplazó a IE como el navegador dominante unos meses después de su lanzamiento en 2015.
La cuota de mercado varía según la región. Algunos días de la semana, Edge ocupa el segundo lugar con una cuota del 10,93 % en los Estados Unidos en PC.
Tras el lanzamiento de Edge Chromium, según StatCounter es el 3.º navegador más usado en noviembre de 2023, detrás de Chrome, Safari. En PC, está detrás de Chrome y Safari, con un 11,19 % de uso, superando así a Firefox con un 4,53 % más, además de lograr poder hacer que alguna versión única de Edge tenga mayor uso que Internet Explorer 11.
 De acuerdo también por StatCounter, las computadoras de escritorio son su punto fuerte, llegando al uso de 11,19 % comparado con los móviles, donde aparece bajo otros, en consolas hubo un cambio drástico de su uso pasando de tener un 15,29 % en consolas donde 12,82 % pertenecían a la versión “Legacy”, que está sin soporte y 2,47 % pertenecían a la versión con Chromium, a tener un 97,19 % del mercado de navegadores de consola superando rápidamente al navegador de Sony PlayStation 4 y con la versión basada en Chromium superando a la versión "Legacy" quedando con un 96,84 % con la versión con Chromium y un 0,35 % con la versión "Legacy".